# Katedra w Halle
Dawna Kolegiata  w Halle (niem. Dom zu Halle  lub Hallescher Dom) – kościół położony w Halle nad Soławą (kraj związkowy Saksonia-Anhalt) przy placu Domplatz 3.
Jest najstarszą zachowaną budowlą sakralną Starego Miasta w Halle. Obecnie jest siedzibą wspólnoty parafialnej kościoła ewangelicko-reformowanego.

## Historia
Kościół został zbudowany w latach 1271–1330 przez żebraczy zakon dominikanów jako trzynawowy, gotycki halowy kościół klasztorny, pozbawiony, zgodnie z regułą zakonu, transeptu i wieży.

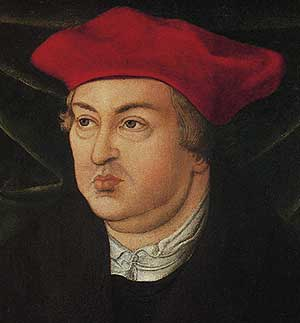
Kardynał Albrecht von Brandenburg – portret pędzla Lucasa Cranacha Starszego

Lata 20. XVI w. oznaczały początki renesansu w Halle i były nierozerwalnie związane z ówczesną osobistością, którą był apodyktyczny kardynał Albrecht von Brandenburg, arcybiskup Moguncji i Magdeburga, wielki miłośnik sztuki, mecenas, jeden z najpotężniejszych elektorów Rzeszy. Na jego zlecenie mistrz budowlany Bastian Binder dokonał w latach 1520–1525 częściowej, zewnętrznej przebudowy świątyni wieńcząc jej mury ponad gotyckim gzymsem attyką składającą się z półokrągłych partii, stanowiącą silny akcent horyzontalny w bryle budowli. W 1523 kościół uzyskał status kolegiaty, a później zaczął być w języku potocznym nazywany katedrą. Kardynał Albrecht, w trosce o swoje życie wieczne, zgromadził w świątyni ok. 20000 relikwii. Te drogocenne skarby (nie zachowane do dziś) znane jako Hallesches Heiltum były nieodłącznie związane z handlem odpustami i jako takie stały się jedną z przyczyn wystąpienia Marcina Lutra i wybuchu reformacji. Wspaniale wyposażenie wnętrza powstało po 1523 i było dziełem najsłynniejszych artystów tamtej epoki: Matthiasa Grünewalda, Albrechta Dürera, Lucasa Cranacha Starszego (ołtarz) i Petera Schro (kamienne posągi). Dzięki tym zmianom dawny kościół klasztorny przekształcił się w kompleksowe dzieło sztuki utrzymane w stylu przejściowym od późnogotyckiego do wczesnorenesansowego.
Jako przeciwnik Lutra kardynał Albecht musiał w 1541 opuścić Halle. Ruchome elementy wyposażenia kościoła zostały przeniesione do Aschaffenburga gdzie do dziś się znajdują.
Po zapanowaniu reformacji w mieście dokonano sekularyzacji majątku biskupiego, a dotychczasowa katedra zaczęła pełnić funkcję kościoła dworskiego i zamkowego. Ostatni z jej zarządców, książę August von Sachsen-Weißenfels fundując w poł. XVII w. emporę i wielki ołtarz nadał budowli wygląd wczesnobarokowy. Po jego śmierci księstwo Magdeburga zostało włączone do Brandenburgii. Po 1680 wielki elektor, książę Brandenburgii Fryderyk Wilhelm przekazał należącą do niego świątynię na czas nieokreślony wspólnocie ewangelicko–reformowanej, która w 1688 odprawiła w niej swoje pierwsze nabożeństwo. W latach 1702–1703 organistą w kościele był młody Georg Friedrich Händel.
W 1851 wspólnota parafialna zastąpiła dotychczasowe, barokowe organy nowym instrumentem zbudowanym przez zakład organmistrzowski Friedrich Wilhelm und August Ferdinand Wäldner. W latach 1883–1896 dokonano regotyzacji wnętrza świątyni według wówczas przyjętych zasad.
W latach 1957–1959 z inicjatywy fundacji Institut für Denkmalpflege dokonano, w warunkach niedostatku materiałów, renowacji bryły zewnętrznej i wnętrza świątyni.
W latach 1996–2005 fundacja Stiftung Dome und Schlösser in Sachsen-Anhalt dokonała gruntownej renowacji katedry i jej otoczenia.

## Wygląd zewnętrzny

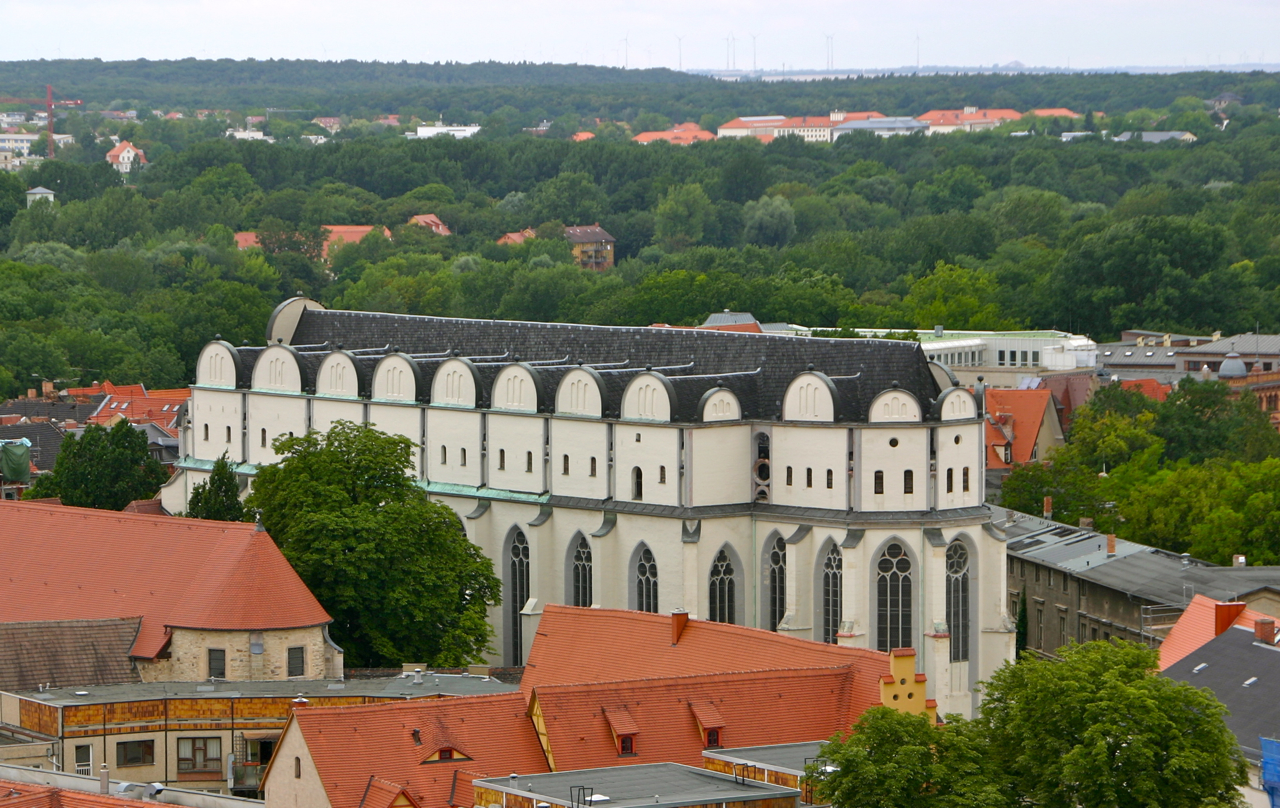
Katedra wśród staromiejskiej zabudowy

Katedra jest położona nad odnogą Soławy na zachodnim krańcu Starego Miasta. Bryła budowli kształtuje razem z budynkiem Nowej Rezydencji i zamkiem Moritzburg sylwetkę architektoniczną miasta od strony Soławy i zarazem stanowi istotny akcent placu Domplatz.
Długość katedry wynosi 68 m, szerokość 20 m, a wysokość 18 m.
Architektura budowli odznacza się ścisłą regularnością i  niezwykłą skromnością detalu (profile, maswerki). Od strony północnej zachowała się klauzura i pozostałości gotyckiego krużganku. Renesansowy szczyt stanowiący od 1526 część zewnętrznego wystroju świątyni, był pierwotnie pokryty freskiem z motywem lilii. Zaokrąglony szczyt, występujący we włoskich budowlach sakralnych i świeckich, jest pierwszym tego typu przykładem na północ od Alp.

## Wnętrze
Wnętrze katedry kształtują gładkie, ośmiokątne, pozbawione kapiteli filary i duże, ostrołukowe okna z maswerkami. Ośmioprzęsłowa budowla była niegdyś przedzielona lektorium. Z pierwotnego wyposażenia świątyni zachował się do naszych czasów tylko cykl 17 posągów umieszczonych przy filarach nawy środkowej, dłuta Petera Schro, wywodzącego się ze szkoły Hansa Backoffena. Cykl ten należy do najznamienitszych osiągnięć niemieckiej rzeźby XVI w. Posągi, umieszczone na konsolach pod baldachimem (ukończone w 1525) przedstawiają Chrystusa i apostołów (włącznie ze św. Pawłem, patrona diecezji Świętego Maurycego i św. Marię Magdalenę. Posąg św. Erazma jest całkowicie przesłonięty dobudówkami do organów. Osiemnasty posąg (przedstawiający prawdopodobnie św. Urszulę) zaginął.
Godne uwagi są renesansowe portale: południowy portal wejściowy, portal prowadzący do zakrystii i fragment portalu w zachodniej partii wnętrza. Bogato dekorowana, kamienna ambona pochodzi z 1526. Na schodach wejściowych prowadzących do jej kosza ukazani są Ojcowie Kościoła. Kosz ambony zdobią wyobrażenia autorów Listów Apostolskich. Obok czterech ewangelistów przedstawionych wraz ze swymi atrybutami widnieje również Mojżesz z tablicami Dekalogu. Wielki ołtarz główny (z 1662) w prezbiterium oraz wszystkie empory pochodzą z czasów, gdy katedra służyła jako kościół dworski i zamkowy (lata 60. XVII w.). Południowa empora, na którą można się dostać jedynie poprzez kręcone schody, zbudowane jeszcze w epoce renesansu, służyła prawdopodobnie jako galeria dla śpiewaków i muzykantów.
Do wyposażenia katedry należą poza tym cenne nagrobki i epitafia, wśród których wyróżnia się pokryty pełnofiguralną rzeźbą grobowiec matki z dzieckiem z 1380 i epitafium magdeburskiego mistrza z 1620. Dwie pochodzące z 1523 tablice wotywne informują o przebudowie katedry przez kardynała Albrechta von Brandenburg.

### Organy
Pierwotne, barokowe organy z 1667 zastąpił nowy instrument zbudowany w latach 1847–1851 przez zakład organmistrzowski Friedricha Wäldnera z Halle. Był on następnie wiele razy modyfikowany i rozbudowywany. Planowana jest gruntowna restauracja instrumentu. Prace, których koszt szacuje się na 150000 euro, wykona zakład organmistrzowski Kristiana Wegscheidera z Drezna.
Ostatnia jak dotąd renowacja organów była przeprowadzona w 1972. Od tamtego czasu mają one następującą dyspozycję:
| I Hauptwerk) C- | II Oberwerk) C- | Pedalwerk C-d1 |
| Prästant 16' Prinzipal 8' Gamba 8' Rohrflöte 8' Oktave 4' Kleingedackt 4' Quinte 22/3′ Oktave 2' Spitzflöte 2' Terz 13/5′ Buntzimbel III Mixtur V Trompete 8' | Quintatön 16' Hohlflöte 8' Gedackt 8' Engprinzipal 4' Rohrflöte 4' Holznasat 22/3′ Prinzipal 2' Quinte 11/3′ Sifflöte 1' Scharff IV Krummhorn 8' | Prinzipalbaß 16' Subbaß 16' Oktavbaß 8' Gedacktbaß 8' Choralbaß 4' Baßflöte 2' Hintersatz IV Posaune 16' Rankett 16' |

- Połączenia: II/I, I/P, II/P